# Терор Джона Гепа
«Терор Джона Гепа» (англ. The Terror of Blue John Gap) (опублікована у 1912) — оповідання шотландського письменника Артура Конан Дойла.

## Сюжет
Історія включає в себе пригоди британського лікаря, який оговтався від туберкульозу, та йде на перебування на ферму Дербішир в пошуках відпочинку та релаксації. Та він стає свідком серії зловісних подій і змушений розкрити таємниці навколишнього оточення Джона Гепа і терору, що таїться в ньому.